# Miguel Bernardeau
Miguel Bernardeau est un acteur espagnol, né le 12 décembre 1996 à Valence (Espagne). 
Il est connu à la télévision grâce aux rôles de Guzmán Nunier dans Élite et d'Ángel dans 1899, toutes deux diffusées sur Netflix.

## Biographie

### Jeunesse et formation
Miguel Bernardeau naît le 12 décembre 1996 à Valence, dans la province de Valence. Son père, Miguel Ángel Bernardeau (es), est producteur de télévision et sa mère, Ana Duato (es), actrice[réf. nécessaire].
Jeune, il étudie les Arts dramatiques en Californie, aux États-Unis, dans deux des écoles d'interprétation les plus prestigieuses du pays : l'université de Santa Monica et l'American Academy of Dramatic Arts, à Los Angeles. De retour en Espagne, il commence sa carrière professionnelle dans le domaine de l'interprétation.

### Carrière
En 2016, Miguel Bernardeau fait une petite apparition dans Cuéntame cómo pasó, dans le rôle d'un agent de la Garde civile. Cependant, sa carrière fait un grand bond avec le film Es por tu bien de Carlos Therón.
En 2018, il obtient le rôle d'Isaac dans la série télévisée Sabuesos, diffusée sur La 1.
Le 25 juillet 2018, il intègre la distribution principale de la série Élite pour Netflix, dans le rôle de Guzmán, un jeune issu d'une famille fortunée dont la vie change avec l'arrivée de trois boursiers à Las Encinas, le lycée privé où il étudie, aux côtés des acteurs Miguel Herrán, Jaime Lorente, María Pedraza, Itzan Escamilla, Ester Expósito, Danna Paola, diffusée depuis le 5 octobre 2018 sur Netflix. 
En 2018, il apparaît, aux côtés de Juana Acosta, Maribel Verdú et Paula Echevarría, dans la comédie Ola de crímenes de Gracia Querejeta.
En mai 2021, en même temps d'autres acteurs européens, il est choisi pour un rôle dans la série fantastique allemande 1899 (2022).

### Vie privée
En décembre 2022, moins de deux semaines après la sortie de la mini-série Dernière chance sur Disney +, Miguel Bernardeau et sa partenaire de jeu Aitana se séparent après quatre ans de relation. 

## Filmographie

### Cinéma

#### Longs métrages
- 2017 : Es por tu bien de Carlos Therón : Dani
- 2018 : Ola de crímenes de Gracia Querejeta : Julen
- 2021 : Josefina (film) : Sergio

### Télévision

#### Séries télévisées
- 2016 : Cuéntame cómo pasó : Alpuente (1 épisode)
- 2017 : Inhibidos : Toni (7 épisodes)
- 2018 : Sabuesos : Isaac (5 épisodes)
- 2018-2021 : Élite : Guzmán Nunier Osuna (32 épisodes)
- 2020 : Caronte : Javier Sáez  (1 épisode)
- 2021 : Todo lo otro : Iñaki (4 épisodes)
- 2021 : Playa Negra : Hugo (8 épisodes)
- 2022 : 1899 : Ángel (8 épisodes)
- 2022 : Dernière chance : Diego (5 épisodes)
- 2024 : Zorro : Diego de la Vega / Zorro (10 épisodes)
- 2024: Querer: Aitor Gorosmendi (4 épisodes)

## Distinction

### Récompense
- Premios Turia 2021 : meilleur acteur débutant dans une série télévisée dramatique pour Élite[7]